# Vecktryfflar
Vecktryfflar (Hydnotrya) är ett släkte av svampar. Vecktryfflar ingår i familjen Discinaceae, ordningen skålsvampar, klassen Pezizomycetes och divisionen sporsäcksvampar.

## Exempel på arter
- Hydnotrya cerebriformis (hjärntryffel)
- Hydnotrya confusa
- Hydnotrya cubispora
- Hydnotrya michaelis (barrtryffel)
- Hydnotrya tulasnei (vecktryffel, typart för släktet)